# Сповідь афериста Фелікса Круля
Сповідь афериста Фелікса Круля (нім. Bekenntnisse des Hochstaplers Felix Krull) — незакінчений роман 1954 року німецького письменника Томаса Манна.

## Короткий опис
Оповідь у романі ведеться від імені головного героя, самозванця та авантюриста Фелікса Круля, сина розореного рейнського винороба. Фелікс уникає військової служби і їде до Франції, де влаштовується на роботу в престижний готель, спочатку ліфтером, а потім офіціантом. Вправно використовуючи свою природну чарівність, гарну зовнішність і тонкий розум, юнак легко завойовує серце багатої письменниці, а також частину її грошей. Пізніше Круль знайомиться з молодим маркізом де Веноста і береться допомагати йому в його любовних справах; він замінює маркіза в навколосвітній подорожі.

## Передумови написання
Роман є пародією на автобіографію Гете «Поезія і правда», особливо в її помпезному тоні.
Манн планував роман ще з 1905 року, надихнувшись автобіографіями румунського шахрая Джорджеса Манолеску: Fürst der Diebe (Принц злодіїв) і Gescheitert (Невдача). Спочатку образ Фелікса Круля з'явився в оповіданні, написаному в 1911 році. Оповідання було опубліковано лише в 1936 році в книзі «Історії трьох десятиліть» разом із 23 іншими оповіданнями, написаними між 1896 і 1929 роками, коли письменник отримав Нобелівську премію з літератури. Пізніше Манн розширив історію і зумів закінчити та опублікувати першу частину «Сповіді афериста Фелікса Круля», але через його смерть у 1955 році сага про Фелікса, морально гнучкого та непереборного шахрая, залишилася незавершеною.

## Адаптації
Книга була екранізована в 1957 році за сценарієм Еріки Манн і Роберта Терена, режисером був Курт Гофман, а в головній ролі Горст Бухгольц у ролі Круля разом із Лізелоттою Пулвер. Розмовна адаптація розділів 1, 2, 3 і 5 з першої книги (dem Buch der Kindheit) Фелікса Круля у виконанні О. Е. Хассе була включена як супровідний диск до випуску Schwere Stunde Teldec (Telefunken-Decca) 1965 року. (виконує Томас Манн).
Телевізійний мінісеріал був знятий у 1982 році Бернгардом Сінкелем із Джоном Моулдер-Брауном у головній ролі. Роман був знову екранізований у 2021 році.

## Переклади українською
- Томас Манн «Сповідь авантюриста Фелікса Круля», пер. з німецької Романа Осадчука. – Київ: Видавництво Жупанського, 2011. (Серія: Лауреати Нобелівської премії з літератури).